# Melody (Rebsorte)
Melody ist eine 1965 durch die amerikanischen Züchter Bruce Reich und Robert Pool neu gezüchtete Weißweinsorte.
Sie ist eine Kreuzung zwischen Seyval Blanc und Geneva White 5. Es handelt sich dabei um eine überaus komplexe Züchtung, in der Gene der Wildreben Vitis rupestris, Vitis aestivalis, Vitis labrusca und Vitis vinifera vorhanden sind.
Seit 1982 wurde die Sorte im Feldversuch unter dem Zuchtnummer NY 65.444.4 getestet und ist seit 1985 unter dem Namen Melody zugelassen.
Entwickelt wurde die Neuzüchtung an der Cornell University in Geneva (dem  New York State Agricultural Experiment Station, Department of Pomology and Viticulture, also das Rebenzüchtungs-Institut im Bundesstaat New York).
Sie liefert fruchtige, leichte Weißweine. Da es sich somit um eine Hybridrebe handelt, ist sie für Qualitätsweine gemäß EU-Bestimmungen nicht zugelassen. Bekannt sind Rebflächen in den amerikanischen Bundesstaaten South Carolina (→ Weinbau in South Carolina) und Kansas (→ Weinbau in Kansas). Größere Bedeutung hat die Sorte jedoch nur im Weinbaugebiet Cayuga Lake AVA in New York (→ Weinbau in New York).
Synonyme: NY 65.444.4 und New York 65.444.4 
Abstammung: Seyval Blanc × Geneva White 5. Geneva White 5 ist ihrerseits eine Kreuzung der Sorten Weißburgunder × Ontario